# Unité urbaine de Châlons-en-Champagne
L'unité urbaine de Châlons-en-Champagne est une unité urbaine française centrée sur la commune de Châlons-en-Champagne, préfecture et deuxième ville du département de la Marne qui est situé dans la région Grand Est.

## Données générales
Dans le zonage réalisé par l'Insee en 1999, l'unité urbaine était composée de cinq communes.
Dans le zonage réalisé en 2010, l'unité urbaine était également composée de cinq communes, toutes situées dans le département de la Marne, plus précisément dans l'arrondissement de Châlons-en-Champagne.
Dans le nouveau zonage réalisé en 2020, elle est composée des cinq mêmes communes.
En 2022, avec 55 644 habitants, elle représente la 2e unité urbaine du département de la Marne, loin derrière l'unité urbaine de Reims, mais devançant la troisième agglomération de ce département, l'unité urbaine d’Épernay. Elle occupe le 13e rang dans la région Grand Est.
En 2020, sa densité de population s'élève à 759 hab/km2. Par sa superficie, elle ne représente que 0,92 % du territoire départemental mais, par sa population, elle regroupe 10,02 % de la population du département de la Marne.

## Composition 2020 de l'unité urbaine
Elle est composée des cinq communes suivantes :
| Nom                                 | Code Insee | Département | Statut       | Superficie (km2) | Population (dernière pop. légale) | Densité (hab./km2) | Modifier                                    |
| ----------------------------------- | ---------- | ----------- | ------------ | ---------------- | --------------------------------- | ------------------ | ------------------------------------------- |
| Châlons-en-Champagne (ville-centre) | 51108      | Marne       | ville-centre | 26,05            | 43 218 (2022)                     | 1 659              | modifier les données · modifier les données |
| Compertrix                          | 51160      | Marne       | banlieue     | 4,76             | 1 307 (2022)                      | 275                | modifier les données · modifier les données |
| Fagnières                           | 51242      | Marne       | banlieue     | 19,48            | 4 886 (2022)                      | 251                | modifier les données · modifier les données |
| Saint-Martin-sur-le-Pré             | 51504      | Marne       | banlieue     | 11,89            | 794 (2022)                        | 67                 | modifier les données · modifier les données |
| Saint-Memmie                        | 51506      | Marne       | banlieue     | 12,64            | 5 439 (2022)                      | 430                | modifier les données · modifier les données |

## Évolution démographique
| 1968   | 1975   | 1982   | 1990   | 1999   | 2009   | 2014   | 2020   |
| ------ | ------ | ------ | ------ | ------ | ------ | ------ | ------ |
| 56 027 | 63 407 | 63 061 | 61 452 | 60 013 | 58 044 | 57 571 | 56 806 |

#### Données générales
- Unité urbaine
- Aire d'attraction d'une ville
- Aire urbaine (France)
- Liste des unités urbaines de France

#### Données démographiques en rapport avec l'unité urbaine de Châlons-en-Champagne
- Aire d'attraction de Châlons-en-Champagne
- Arrondissement de Châlons-en-Champagne

#### Données démographiques en rapport avec la Marne
- Démographie de la Marne